# Ytterberget
Ytterberget är en bergsrygg med flera toppar i Vändåtbergets naturreservat, i Örnsköldsviks kommun.
Ytterberget har en högsta höjd av 405 meter över havet. Det har flera markerade toppar med branta sydsluttningar. 
På Ytterbergets sydsida flyter Lägstaån.
Nordsluttningen är fuktig med mycket myrmark. Området avvattnas via Hemliga Bäcken till Älgtjärnen, men också till Stor-Abborrtjärnen.

## Bildgalleri

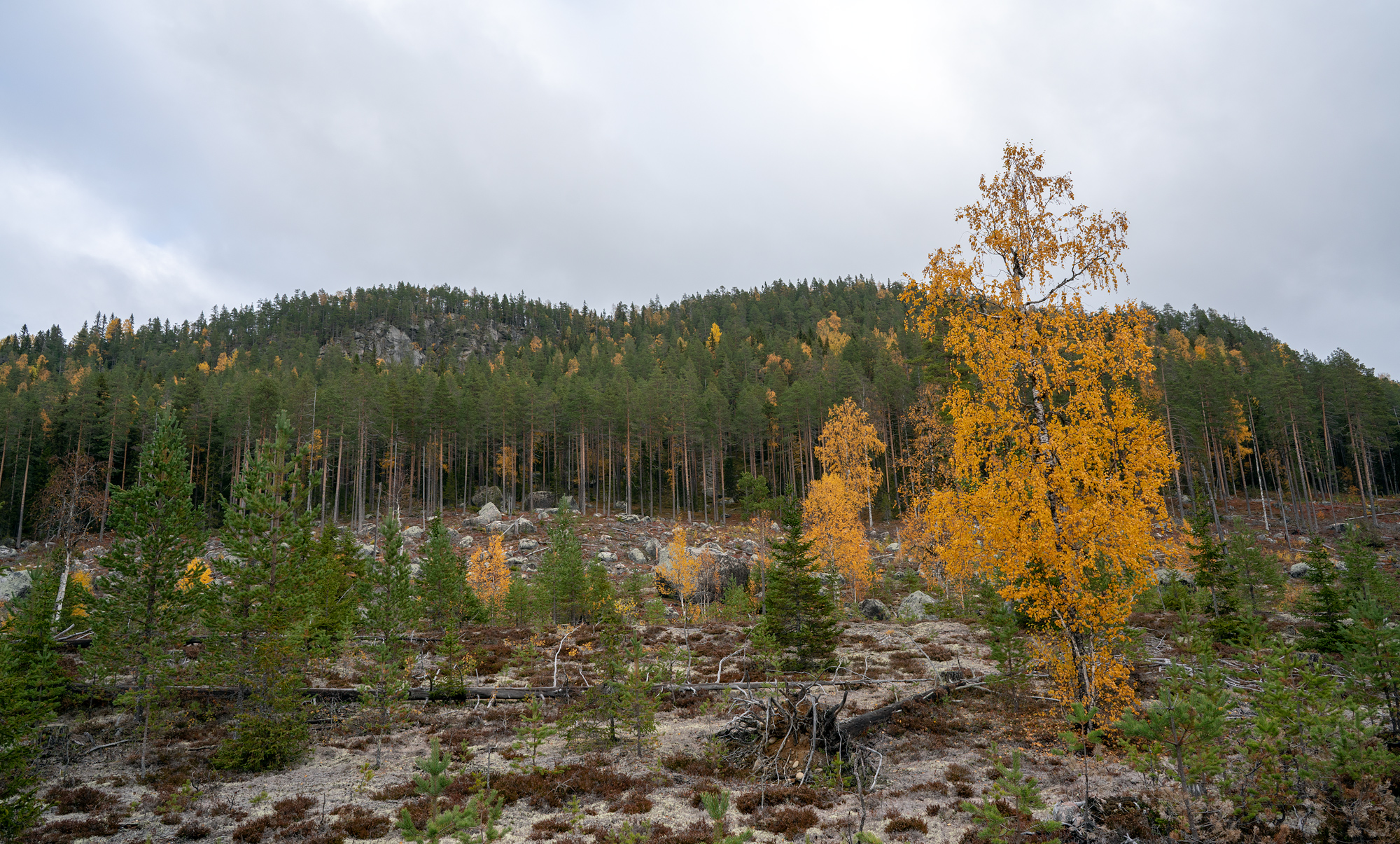
Ytterberget - vy mot södra sidan av berget.
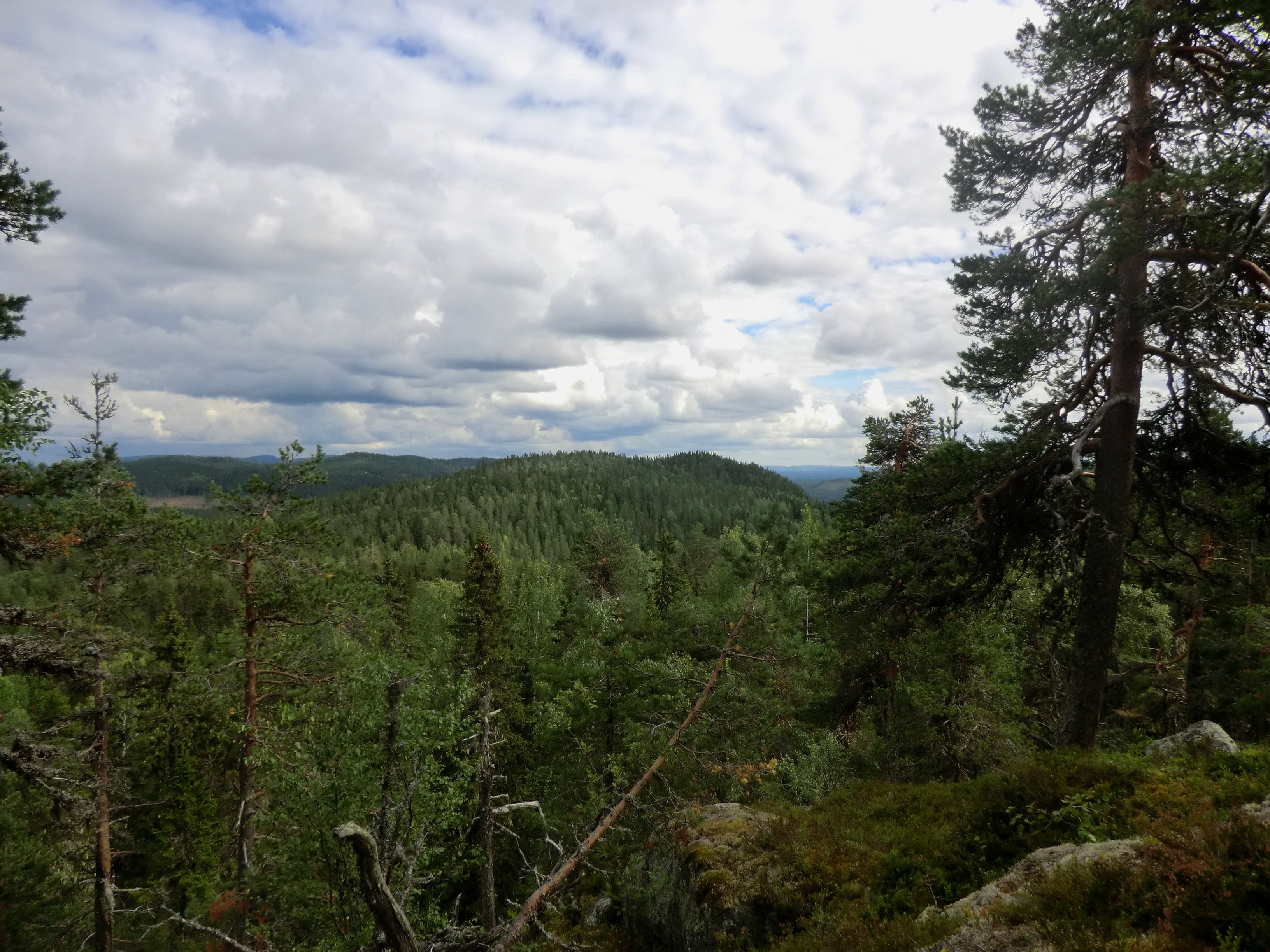
Utsikt mot Ytterberget, norrifrån längs bergsryggen.